# Ganjar Pranowo
Ganjar Pranowo (né le 28 octobre 1968) est un homme politique indonésien, gouverneur de la province de Java central depuis 2013.

## Biographie
Ganjar a commencé à militer politiquement en rejoignant le Mouvement national des étudiants indonésiens (GMNI) pendant ses études, au début des années 1990. Son militantisme en faveur de la démocratie contre la dictature de Soeharto l’a conduit à devenir un fervent partisan du Parti démocratique indonésien (PDI).

### Gouverneur de Java central
En tant que gouverneur, Ganjar Pranowo a bâti sa réputation sur des politiques en faveur des pauvres.
Son administration a abaissé le taux d’intérêt annuel du programme provincial de microcrédit (KUR) pour les micro, petites et moyennes entreprises à 3 %, soit le taux le plus bas du pays. Elle a également lancé des programmes en direction des agriculteurs, tels que la carte d’agriculteur (Kartu Tani), une plateforme d’assistance pour l’achat d’engrais subventionnés.
Ganjar Pranowo a par ailleurs renforcé les programmes de santé publique pour lutter la mortalité maternelle et infantile, et a lancé une campagne visant à prévenir les mariages précoces, très répandus dans la province.
Sa politique sociale a permis de réduire le taux de pauvreté dans la province.

### Candidature à l’élection présidentielle de 2024
Il est le candidat à l'élection présidentielle indonésienne de 2024 du Parti démocratique indonésien de lutte (PDI), Il n'est toutefois pas soutenu par le président sortant Joko Widodo, qui choisit de soutenir son ministre de la Défense, le conservateur Prabowo Subianto.